# Corydalis hemsleyana
Corydalis hemsleyana là một loài thực vật có hoa trong họ Anh túc. Loài này được Franch. & Prain mô tả khoa học đầu tiên năm 1896.